# Grumello del Monte

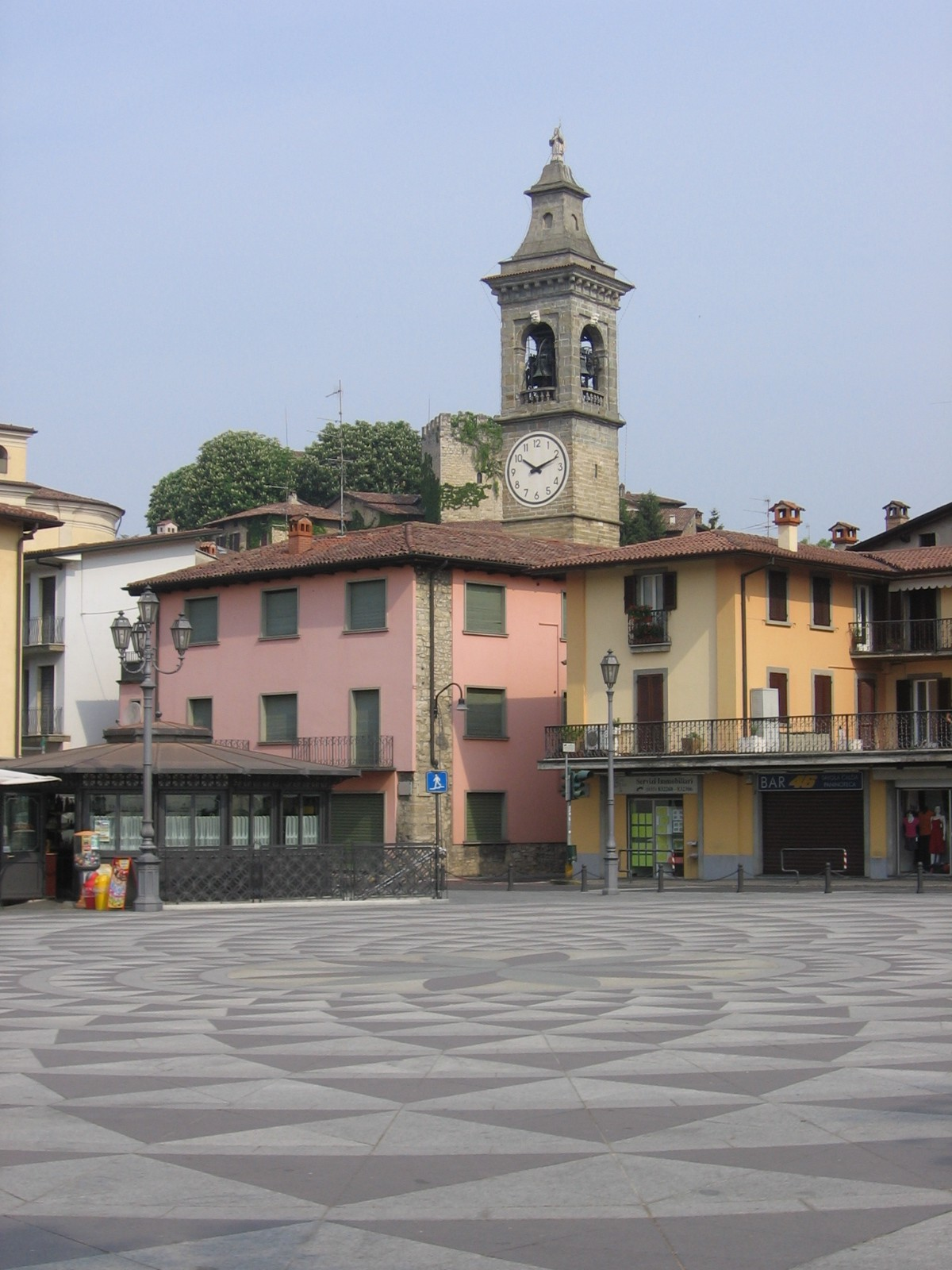
Trung tâm.

Grumello del Monte là một đô thị ở tỉnh Bergamo, vùng Lombardia, Italia. Đô thị này có diện tích km2, dân số là 6000 người. Thị trấn có cự ly 15 km về phía đông nam Bergamo. Thị trấn có tòa lâu đài đã được chuyển thành nơi ở của Bartolomeo Colleoni vào thế kỷ 14.